# Матис, Марко (футболист)
Марко Матис (нем. Marco Mathys, 5 июля 1987, Дерендинген, Швейцария) — швейцарский футболист, полузащитник клуба «Вадуц».

## Карьера
Марко Матис начал футбольную карьеру в клубе «Дерендинген». В 2006 году ему предложил контракт «Базель», но он отказался и перешёл в другой клуб из Базеля — «Конкордию», выступавшую в Челлендж-лиге. В составе «Конкордии» Матис провёл три года, играл под руководством известного в прошлом швейцарского футболиста Мурата Якина.
C 2009 года в течение двух с половиной сезонов Матис выступал в Челлендж-лиге за «Биль-Бьенн», был одним из ключевых игроков клуба.
Зимой 2011/12 годов Марко Матис перешёл в стан лидера Челлендж-лиги «Санкт-Галлен», с которым впервые в карьере подписал профессиональный контракт. В «Санкт-Галлене» Матис поменял своё игровое амплуа — с позиции атакующего полузащитника он был переведён на правый фланг полузащиты, однако часть матчей играл на прежней своей позиции или в роли нападающего. Сезон 2011/12 «Санкт-Галлен» с Матисом в составе закончил на первом месте и вышел в Суперлигу.
Первый матч в Суперлиге Швейцарии Марко Матис сыграл 15 июля 2012 года против «Янг Бойз», а первые голы на высшем уровне забил 1 сентября 2012 года, сделав дубль в ворота «Сьона». Вскоре после этого, в октябре 2012 года, он получил вызов в сборную Швейцарии, но на поле так и не вышел. По итогам сезона 2012/13 Матис в составе «Санкт-Галлена» стал бронзовым призёром чемпионата страны.
В следующем сезоне Марко Матис дебютировал в Лиге Европы УЕФА. В матчах этого турнира он забил уже два гола — в ворота московского «Спартака» и краснодарской «Кубани».